# حوادث موسم الحج

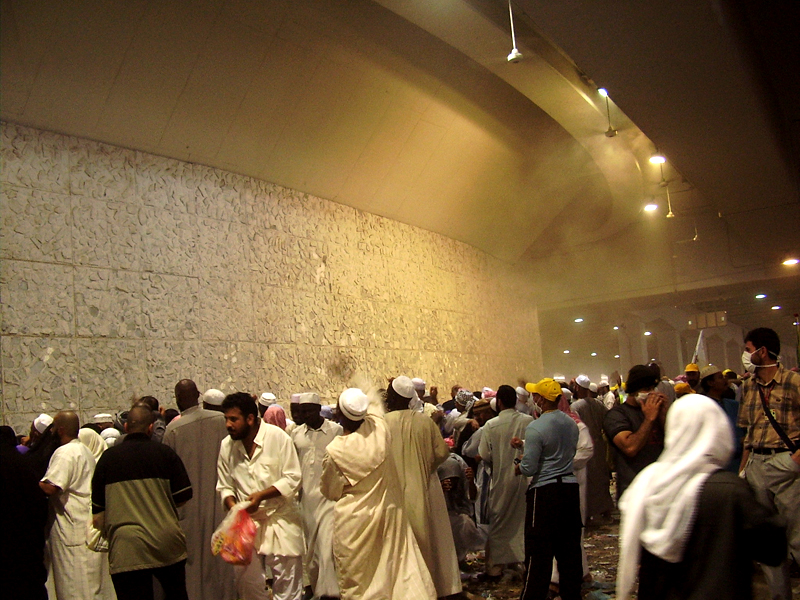
معظم حوادث الحج ناتجة عن تدافع الحجاج في منطقة الجمرات.

الحج هو أحد الشعائر الدينية الإسلامية والركن الخامس من أركان الإسلام وهو واجب على كل مسلم بالغٍ وقادرٍ لمرة واحدة أثناء عمره. تقام هذه الفريضة العظیمة والجماعیّة من خلال مشارکة مئات الآلاف من الأشخاص.
شهدت مكة المكرمة في موسم الحج العديد من الحوادث التي تسببت في وفاة مئات حجاج بيت الله الحرام. تراوحت الأسباب في معظمها بين ازدحام وتدافع الحجاج عند رمي الجمرات ونشوب الحرائق بالخيام، فضلا عن بعض الحوادث المتفرقة. و كان السبب سوء تعامل بعض الحجاج، بينما كان التنظيم ممتاز جداً من قبل حكومة المملكة العربية السعودية.

## الازدحام والتدافع

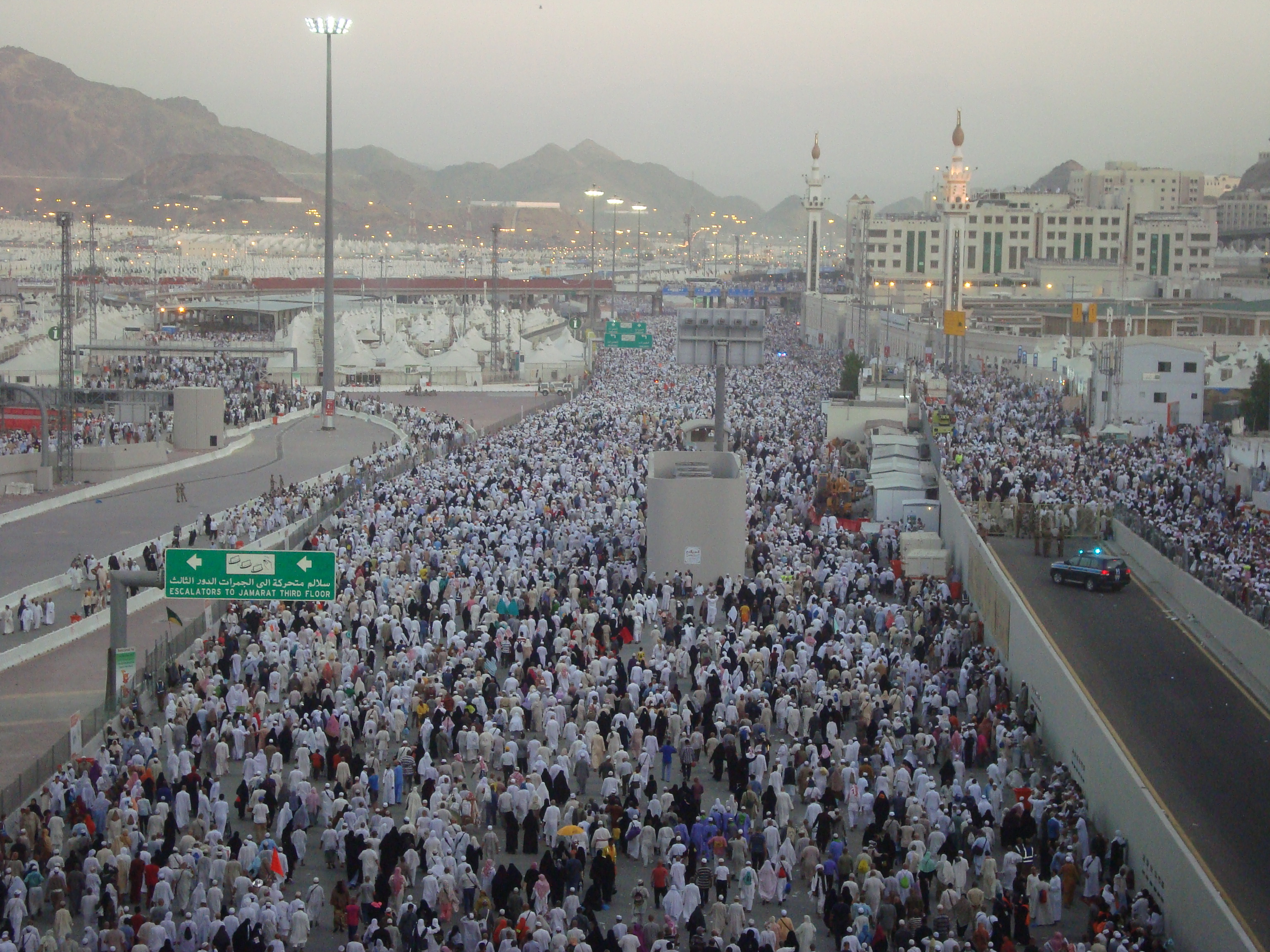
الازدحام الشديد في حركة الحجاج في طريق جسر الجمرات.

في أغلب الأحيان يحصل التدافع بسبب ارتفاع و تداخل في كثافة حركة الحجاج. فإذا كانت كثافة الحجاج هي 6 أو 7 لكل متر مربع في نطاق مساحة كبيرة فيمكن أن تحدث صدمة وتدافع تدريجي بين هذه الأعداد، وتحصل الكارثة وتؤدي الی مئات القتلى.
رمي الجمرات هو مكان مزدحم بالحجاج وأكثر حوادث مواسم الحج وقعت أثناء تدافع الحجاج هناك. رمي الجمرات هو أحد مناسك الحج ويجب علی المسلمين رمي الجمرات الثلاث بحصيات اقتداء بنبي الله إبراهيم.
ومن أبرز حوادث التدافع هي:
- 2 يوليو 1990 : وقع تدافع كبير في نفق منى جنوب مكة إثر عطل في نظام التهوية. أسفر الأمر عن مقتل 1426 حاجا اختناقا، وكان معظم الضحايا من الماليزيين والاندونيسيين والباكستانيين.[2][3]
- 23 مايو 1994 : مقتل 270 حاجاً دعساً بالأقدام بعد تدافع حصل أثناء رمي الجمرات.
- 9 أبريل 1998 : تدافع خلال رمي الجمرات يسفر عن مقتل أكثر من 118 حاجاً وإصابة أكثر من 180 آخرين.[4]
- 5 مارس 2001 :مقتل 35 حاجاً واصابة عدد كبير بجروح طفيفة أثناء رمي الجمرات.[5]
- 11 فبراير 2003: مصرع 14 حاجاً بينهم 6 نساء في أول أيام رمي الجمرات بمنى.[6]
- 1 فبراير 2004 : وقوع تدافع في منى في اليوم الأول من رمي الجمرات أسفر عن مقتل 251 حاجاً وأصيب 244 آخر بجروح.[7]
- 22 يناير 2005: أسفر حادث تدافع منى عام 2005 خلال رمي الجمرات عن مقتل ثلاثة حجاج.[8]
- 12 يناير 2006 : مقتل 346 حاجاً إضافة إلى 289 جريحاً في تدافع قرب جسر الجمرات في ثاني أيام التشريق، وقد وقع بسبب تساقط أمتعة للحجاج من أعلى حافلات كانت تسير في مكان الحادث.
- 24 سبتمبر 2015: تدافع منی يوم 24 سبتمبر عام 2015 يعد أسوأ حادث يقع في الحج منذ 25 عاما.[9] حسب ما ورد في الإحصاءات الرسمية للسعودية، أن 769 شخصاً قتل على الأقل[10] وإصابة 694 آخرين بجروح. بينما وصل عدد القتلى إلى أكثر من 2121، حسب تعداد أجرته وكالة أنباء أسوشييتد برس [11] بعد هذه الكارثة واجهت المملكة العربية السعودية، انتقادات حادة حول سوء إدارتها لمناسك الحج.[12]

## الحرائق

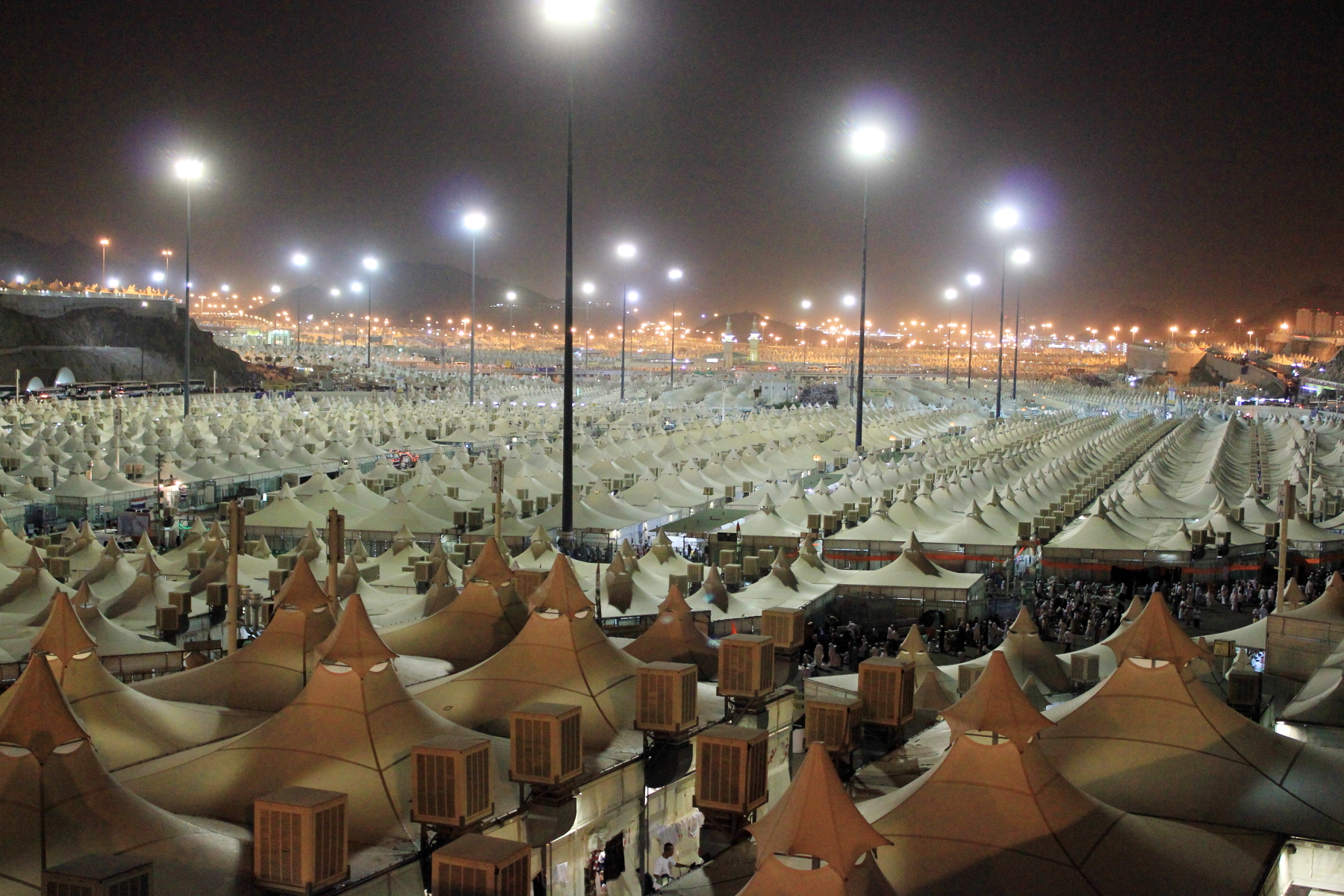
مخيمات الحجاج في مني.

- ديسمبر 1975: أسفر حريق ضخم نشب في مخيمات الحجاج بعد انفجار إحدى إسطوانات الغاز، عن مقتل 200 حاجا قرب مكة المكرمة.[13]
- 15 أبريل 1997: أدی انفجار سخانة تعمل بالغاز في مخيمات الحجاج في منى إلی اندلاع حريق هائل ومقتل 343 حاجاوجرح أكثر من 1500 آخرين.[14]
- 1 نوفمبر 2011:

## احتجاجات وأعمال عنف
- 31 يوليو 1987: قام الحجاج الإيرانيين بمظاهرات عارمة أثناء موسم الحج منددة بجرائم الولايات المتحدة ضدّ البلدان والشعوب الإسلامية والدعوة إلى الوحدة الإسلامية والعداء لإسرائيل[15] فتدخلت قوات الأمن السعودية لإنهاء تلك التظاهرات، وأسفرت المواجهات بين القوات السعودية والمتظاهرين الإيرانيين عن مقتل 402 حاج بينهم 275 إيرانيا.[16]
- 9 يوليو 1989: أدى اعتداء مزدوج بالقرب من المسجد الحرام إلى مقتل شخص وجرح 16 آخرين، ووجهت الحكومة السعودية التهمة إلى 16 كويتيا بالوقوف وراء الاعتداء.

## الأمراض
زيادة الازدحام وكثرة الزائرين من مناطق مختلفة من العالم في موسم الحج، يزيد من احتمال انتقال الأمراض التنفسية المعدية التي تنتقل عن طريق الرذاذ من إفرازات الجهاز التنفسي، كأمراض الانفلونزا، ومرض التهاب السحايا ، وهو مرض ذات خطورة كبيرة في حالة انتشارها لذلك يحظى باهتمام كبير من قبل الجهات الصحية. في العام 1987 قد نتج من الوباء الذي أصاب مكة المكرمة، ما لا يقل عن 000 10إصابة بالتهاب السحايا.

## إنهيار مبنی
أنهيار فندق في مكة المكرمة
مقتل 76 وإصابة 62 شخصا في انهيار فندق لؤلؤة الخير الذي يقع في وسط مكة المكرمة في بداية موسم الحج، حيث كان يقيم فيه الحجاج استعدادا لأداء مناسك الحج.
سقوط رافعة في الحرم المكي
مقتل 111 شخصا واصابة 394 آخرين بجروح في سقوط رافعة كبيرة داخل المسجد الحرام.